# ویلیام بی مورگان
ویلیام بی مورگان (انگلیسی: William B. Morgan؛ زادهٔ) مهندس اهل ایالات متحده و از برندگان جایزه آکادمی ملی علوم است.

## زندگی
مورگان، آیووا متولد شد، لیسانس خود را در همان‌جا دریافت کرد. در مکانیک و هیدرولیک ۱۹۵۱ از دانشگاه آیووا، و دکترایش را معماری نیروی دریایی از دانشگاه کالیفرنیا، برکلی، در سال ۱۹۶۱، دریافت کرد.
وی کامپیوترها را به مهندسی نیروی دریایی معرفی کرد و بدین ترتیب انقلابی در طراحی پروانه ایجاد کرد. 